# Gongsun Fan
En aquest nom xinès, el cognom és Gongsun.
Gongsun Fan va ser un oficial que va viure durant el període de la tardana Dinastia Han Oriental de la història xinesa.
Com a resultat de la disputes que van seguir la dissolució de la coalició contra Dong Zhuo, Gongsun Zan va usar la mort de Gongsun Yue, altre parent d'aquest, com a pretext per mamprendre la guerra contra Yuan Shao. Aleshores, Gongsun Zan dirigia l'exèrcit més fort i amb la reputació més ferotge de tot el nord de la Xina. Preocupat, Yuan Shao lliurà el segell de Gran Administrador de Bohai a Gongsun Fan com un gest de reconciliació. Gongsun Fan ràpidament va prendre l'exèrcit de la comandància i s'uní a Gongsun Zan.

## Biografia

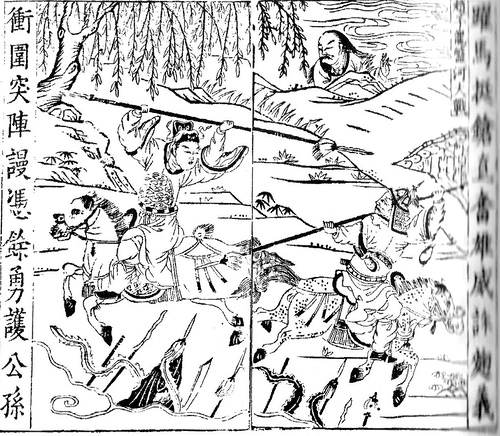
Zhao Yun mostra valor davant Gongsun Zan

Poc se sap dels primers anys de Gongsun Zan. Ell i Liu Bei van estudiar sota la tutela de Lu Zhi. En aquell moment, l'administrador de la seva comandament domèstica va apreciar l'aspecte impressionant de Gongsun Zan i la seva veu aclaparadora, així que va organitzar que la seva filla es casés amb ell. Gongsun Zan va ser desplegat per He Jin per sufocar les rebel·lions al nord, cosa que va fer amb èxit. Després d'un malentès amb el seu senyor, Liu Yu, Gongsun va atacar a Liu i va guanyar el control de les àrees circumdants; tanmateix, contràriament a la creença popular, mai va ser nomenat oficialment com a administrador de comandament. Durant aquest temps, el seu antic company de classe Liu Bei va venir a servir-lo i se li va assignar la ciutat de Pingyuan per defensar-lo.
Al sud, els dos germans Yuan Shao al nord i Yuan Shu al sud competien per la supremacia sobre la Xina central. Gongsun Zan va formar una aliança amb Yuan Shu i va enviar el seu cosí segon, Gongsun Yue, per ajudar el general de Yuan Shu, Sun Jian, a recuperar Yangcheng. No obstant això, Gongsun Yue va morir a la campanya. Utilitzant això com a pretext, en Gongsun Zan va atacar a Yuan Shao després que el seu pla inicial per guanyar les terres d'en Han Fu sortís malament. No obstant això, Gongsun Zan va ser derrotat per Yuan Shao a la batalla de Yijing. Es va suïcidar calant-se foc, després de matar les seves germanes, la seva dona i els seus fills.